# Microsoft Word
Microsoft Word là một phần mềm xử lý văn bản được phát triển bởi Microsoft. Nó được phát hành lần đầu vào ngày 25 tháng 10 năm 1983, dưới tên 'Multi-Tool Word' cho hệ thống Xenix. Các phiên bản tiếp theo sau đó được viết cho một số nền tảng khác bao gồm: IBM PC chạy DOS (1983), Apple Macintosh chạy Classic Mac OS (1985), AT&T UNIX PC (1985), Atari ST (1988), OS/2 (1989), Microsoft Windows (1989), SCO Unix (1990) và macOS (2001). Sử dụng Wine, các phiên bản của Microsoft Word trước năm 2013 có thể chạy trên Linux.
Các phiên bản thương mại của Word được cấp phép dưới dạng sản phẩm độc lập hoặc là một thành phần của bộ phần mềm Microsoft Office, có thể được mua bằng giấy phép vĩnh viễn hoặc là một phần của đăng ký Microsoft 365.

### Word cho Windows

Microsoft Word (2007)

## Lịch sử phát hành

Microsoft Word 2010 chạy trên Windows 7

## Lịch sử